# Скрибонії
Скрибонії (лат. Scribonii) — давньоримський плебейський рід, представники якого займали вищі посади з II століття до н. е.. Походить від посади писар. Йомвірно засновник роду обіймав цю посаду. Надав 1 понтифіка, 4 консулів й багатьох народних трибунів.
Рід Скрибоніїв розділився на дві гілки: Лібони і Куріони, причому в галузі Лібонів переважав преномен Луцій, а в галузі Куріонів — Гай. З представників роду найбільш відомі:

## Скрибонії Лібони
- Луцій Скрибоній Лібон — народний трибун 216 року до н. е.
- Луцій Скрибоній Лібон — курульний еділ 194 року до н. е.
- Луцій Скрибоній Лібон — народний трибун 149 року до н. е.
- Луцій Скрибоній Лібон — претор 80 року до н. е.
- Луцій Скрибоній Лібон — консул 34 року до н. е.
- Скрибонія — дружина імператора Октавіана Августа.
- Скрибонія Магна
- Марк Лівій Друз Лібон — консул 15 року до н. е.
- Луцій Скрибоній Лібон — консул 16 року н. е.
- Марк Скрибоній Лібон Друз — змовник.

## Скрибонії Куріони
- Гай Скрібоній Куріон — видатний оратор, претор 121 року до н. е.
- Гай Скрибоній Куріон — плебейський еділ 196 року до н. е.
- Гай Скрибоній Куріон — претор 183 року до н. е.
- Гай Скрибоній Куріон, великий понтифік у 152—150 роках до н. е.
- Гай Скрибоній Куріон — консул 76 року до н. е.
- Гай Скрибоній Куріон — народний трибун 50 року до н. е.

## Інші Скрибонії
- Скрибоній Ларг — лікар часів імператорів Тіберія та Клавдія.
- Скрибоній — цар Боспору.